# Xunantunich

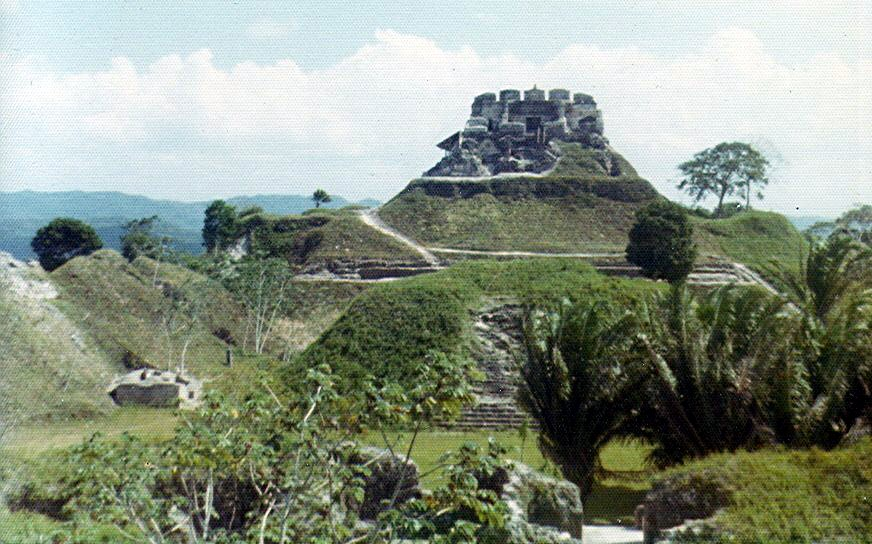
Ruïnes de Xunantunich (Belize)

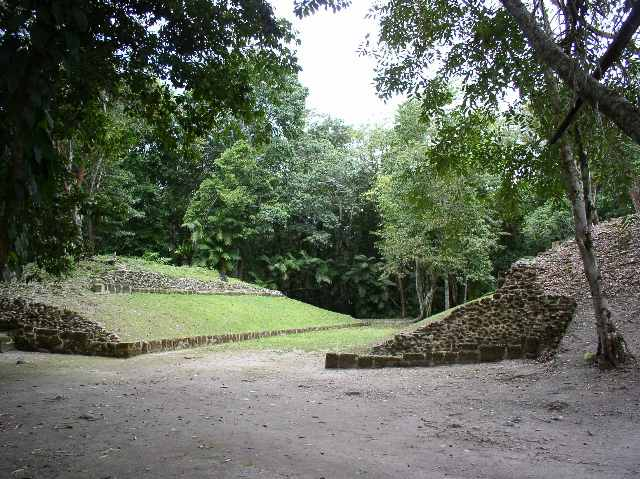
Plaça per al joc de pilota

Xunantunich (AFI: ʃu.nan.tu.'niʧ) és un jaciment arqueològic de la cultura maia. És a 130 km a l'oest de la ciutat de Belize, en el Districte de Cayo (occident de Belize). Xunantunich fou construïda prop de la riba del riu Mopan, que travessa Belize d'oest a est. El nom del lloc prové del maia yucatek: 'Dona de pedra', i és un nom modern, com els que s'han donat a molts altres jaciments de Mesoamèrica. El nom antic es desconeix. 'Dona de pedra' refereix a un fantasma que, segons els belizenys, habita a la zona arqueològica. Vesteix completament de negre, i té els ulls encesos com si tingueren foc. Sol aparèixer davant de la construcció coneguda com El Castell, puja les escales i desapareix en el mur de pedra.

## Història
Diverses construccions de Xunantunich daten del període clàssic, entre els s. III i X de. Hi ha evidències que alguns edificis foren greument danyats per un terratrèmol en el temps en què la ciutat estava habitada, terratrèmol que està relacionat amb l'abandó del lloc pels seus pobladors.

## Descripció del lloc
L'àrea nuclear de Xunantunich ocupa prop de 2,6 km² de superfície. Inclou un conjunt de sis places envoltades per més de vint-i-cinc temples i palaus. Una construcció emblemàtica de la zona arqueològica és El Castell, que és la segona edificació ameríndia més alta de Belize, després del Temple del Caragol, amb una alçada de 40 m. Les excavacions arqueològiques han descobert diverses façanes recobertes de fins relleus d'estuc en alguns edificis de Xunantunich.

## Excavacions arqueològiques
La primera exploració moderna a Xunantunich la dirigí Thomas Gann entre 1894 i 1895. S'hi han realitzat alguns projectes de recerca arqueològica des de 1930 fins a la dècada de 1990.